# Universitário (Goiânia)
Leste Universitário, ou simplesmente Universitário, é um dos bairros mais antigos de Goiânia, capital do estado de Goiás. Localizado na região central da cidade, foi ocupado inicialmente por operários e trabalhadores da construção da capital. Posteriormente, foi planejado para abrigar as principais universidades goianas. Atualmente, o bairro abriga o principal campus da Pontifícia Universidade Católica de Goiás (PUC-GO) e o campus mais antigo da Universidade Federal de Goiás (UFG). O Hospital Araújo Jorge também se localiza no bairro.
Segundo dados do censo do IBGE em 2010, é o sétimo bairro mais populoso do município, contando uma aglomeração de vinte e um mil pessoas.